# Vorderhauptslage
Die Vorderhauptslage ist eine geburtshilfliche Haltungsanomalie des Kindes im Mutterleib. Die Vorderhauptslage stellt den zweiten Grad der Deflexionshaltung dar. Im Gegensatz zur indifferenten Haltung bei der Scheitellage ist bei der Vorderhauptslage eine Streckung eingetreten. In Führung ist die große Fontanelle, das Hinterhaupt dreht sich kreuzbeinwärts, der kindliche Rücken ist hinten (dorsoposterior). Die dorsoanteriore Vorderhauptslage (Rücken vorne) wird in der Literatur als ein sehr seltenes Phänomen beschrieben. Der geburtsmechanisch wirksame Umfang (Circumferentia frontooccipitalis) beträgt 35 cm.

## Häufigkeit
Die Häufigkeit der Vorderhauptslage wird mit 0,9 % angegeben.

## Ursache
Für die Entstehung der Vorderhauptslage werden meist Besonderheiten der kindlichen Kopfform verantwortlich gemacht: Häufig kleine, runde Köpfe und sogenannte Turmschädel, außerdem können Missbildungen des Kindes die Ursache sein. Zweite Zwillingskinder, kleine unreife Kinder und Totgeburten werden häufig in Vorderhauptslage geboren.
Als mütterliche Ursachen werden eine starke Rigidität des Beckenbodens und Spasmen im unteren Uterinsegment angegeben.

## Diagnostik
Bei der inneren Untersuchung befindet sich die große Fontanelle in Führung und die kindlichen Augenbrauen sind zu tasten. Die Pfeilnaht geht den dem Rücken entgegengesetzten schrägen Durchmesser.

## Geburtsverlauf
Sehr wahrscheinlich verläuft, wie bei allen Haltungsanomalie, insbesondere die Austreibungsperiode, verzögert. Da der Damm und das Rektum durch das Hinterhaupt stärker und früher als bei der physiologischen vorderen Hinterhauptslage belastet sind, verspürt die Gebärende einen vorzeitigen Pressdrang. Der Stemmpunkt (Hypomochlion) bei Kopfaustritt ist die Stirn-Haar-Grenze. Es erfolgt eine Beugung, bei der das Vorderhaupt, danach Scheitel und Hinterhaupt über den Damm geboren werden, bei der anschließenden Streckung werden Stirn und Gesicht symphysenwärtsschauend geboren. 

## Therapie und Komplikationen
Es sollte versucht werden, durch Lagerung der Frau auf der Seite der kleinen Fontanelle, bzw. auf der Seite des kindlichen Rückens, die Vorderhauptslage durch Rotation und Beugung in eine regelrechte Hinterhauptslage zu ändern. Tritt der Kopf bei guter Wehentätigkeit nicht tiefer, muss die Gebärende auf der Seite der großen Fontanelle gelagert werden, um den Durchtritt durch das Becken zu ermöglichen. Eventuell wird dabei aus der Vorderhauptlage eine hintere Hinterhauptslage. Kommt es zu einem Geburtsstillstand muss, in Abhängigkeit vom Höhenstand des kindlichen Kopfes, entweder eine vaginal-operative Geburtsbeendigung (Saugglocke oder Forceps) oder ein Kaiserschnitt vorgenommen werden. 
Durch die größere Raumbeanspruchung des kindlichen Kopfes besteht eine erhöhte Verletzungsgefahr der Mutter. Durch den verzögerten Verlauf besteht die Gefahr eines Sauerstoffmangels beim Kind.